# Kasper Winther
Kasper Winther Jørgensen (* 21. März 1985 in Kopenhagen) ist ein dänischer Ruderer und zweifacher Weltmeister im Leichtgewichts-Vierer ohne Steuermann.
Winther belegte mit dem dänischen Leichtgewichts-Achter den vierten Platz bei den Ruder-Weltmeisterschaften 2006. 2007 ruderte er zusammen mit Asbjørn Jønsen im ungesteuerten Leichtgewichts-Zweier. Die beiden erreichten in allen drei Weltcupregatten das Finale der besten sechs Boote, belegten aber bei den Weltmeisterschaften in München nur den zwölften Platz. 2008 gewann Winther mit Morten Jørgensen im Leichtgewichts-Zweier ohne Steuermann die ersten beiden Weltcupregatten in München und Luzern. Morten Jørgensen rückte für die Olympischen Spiele in Peking als Ersatzmann in den Vierer, der in der Aufstellung Thomas Ebert, Mads Kruse Andersen, Morten Jørgensen und Eskild Ebbesen die Goldmedaille gewann.
2009 siegte der neu zusammengestellte Vierer mit Christian Pedersen, Jens Vilhelmsen, Kasper Winther und Morten Jørgensen in allen drei Weltcupregatten, bei den Ruder-Weltmeisterschaften 2009 in Posen kam das Boot mit 0,25 Sekunden Rückstand auf das deutsche Boot ins Ziel. 2010 siegte der dänische Vierer in der ersten Weltcupregatta und belegte in den nächsten beiden Regatten den zweiten Platz, der fünfte Platz bei den Europameisterschaften in Portugal war für Pedersen, Vilhelmsen, Winther und Jørgensen das schlechteste Saisonergebnis. Bei den Weltmeisterschaften 2010 in Neuseeland erkämpften die vier Dänen den Sieg im ersten Rennen, traten danach aber nicht mehr an.
2011 gewann das dänische Boot die ersten zwei Weltcupregatten in der Aufstellung Kasper Winther, Morten Jørgensen, Jacob Barsøe und Eskild Ebbesen und belegte bei der dritten Regatta in Luzern den dritten Platz. Bei den Weltmeisterschaften 2011 in Bled tauschten Barsøe und Winther die Plätze, das Boot belegte im Finale den fünften Platz. Im Jahr darauf erreichte der dänische Leichtgewichts-Vierer in der Besetzung des Vorjahres das olympische Finale und gewann die Bronzemedaille.
2013 gewannen Winther, Jacob Larsen, Barsøe und Jørgensen die erste Weltcupregatta und belegten anschließend zweimal den zweiten Platz. Bei den Weltmeisterschaften in Korea siegte der dänische Vierer vor den Booten aus Neuseeland und dem Vereinigten Königreich. Anfang Juni 2014 gewannen die vier Dänen auch den Titel bei den Ruder-Europameisterschaften 2014, im August folgte der Weltmeistertitel. 2015 trat der dänische Vierer in der Besetzung Kasper Winther, Jens Vilhelmsen, Jacob Barsøe und Jacob Larsen an und gewann die Bronzemedaille bei den Europameisterschaften hinter den Booten aus der Schweiz und aus Frankreich. Bei den Weltmeisterschaften 2015 erhielten die Dänen Silber hinter den Schweizern und vor den Franzosen. Ein Jahr darauf gewannen bei den Olympischen Spielen in Rio de Janeiro erneut die Schweizer vor den Dänen und den Franzosen.
Winther hat bei einer Körpergröße von 1,82 Metern ein für Leichtgewichte typisches Wettkampfgewicht von etwa 73 Kilogramm. Er rudert für den Roskilde Roklub.